# We're in This Together
We're in This Together — це сингл індастріал-рок-гурту Nine Inch Nails з альбому The Fragile, що вийшов у вересні 1999 року на трьох дисках.
Сингл «We're in This Together» вийшов тільки в Європі і Японії, в США він не видавався.

## Відеокліп
Режисером відео на композицію «We're in This Together» був Марк Пеллінгтон. Прем'єра відео відбулася 27 серпня 1999 року. Знімання відбувалося у Гвадалахарі в Мексиці. Відео зроблено в дусі фільму Фріца Ланга «Метрополіс». У Трента в цьому відео та ж зачіска та одяг, що й у героїв цього фільму.

## Список композицій

### Диск 1
1. «We're in This Together» — 7:18
2. «10 Miles High» — 5:13
3. «The New Flesh» — 3:40

### Диск 2
1. «We're in This Together» (Radio Edit) — 5:16
2. «The Day the World Went Away (Quiet Version)» — 6:19
3. «The Day the World Went Away (Porter Ricks Mix)» — 7:04

### Диск 3
1. «We're in This Together» (Album Version) — 7:18
2. «Complications of the Flesh» (ремікс Danny Lohner) — 6:36
3. «The Perfect Drug» — 5:42

### Промо
1. «We're in This Together» (Radio Edit) — 5:16
2. «We're in This Together» (Short Radio Edit) — 4:21
3. «We're in This Together» (Album Version) — 7:18